# C.F. Foth & Co.
C.F. Foth & Co., Optisch-mechanische Anstalt / Schleiferei für Präzisions-Optik / Mechanische Werkstätten, aanvankelijk gevestigd in Danzig (huidig Gdańsk) was een bekende fabrikant van fotografische apparatuur.
Carl Friedrich Foth, nazaat van een Nederlandse familie, startte in het eind van de 19e eeuw een werkplaats voor optische instrumenten. In 1924 opende hij in Danzig een optische werkplaats in de voormalige Danziger Gewehrfabrik, Weidengasse (Pools: ulica Łąkowa) 35/38. In die werkplaats produceerde hij verrekijkers, microscopen en tevens radio's en koptelefoons.
In de telefoonboeken van 1924-1926 wordt als directeur ('Fabrikant') Carl Foth opgevoerd, die woonde in de Röpergasse (Pools: ulica Powroźnicza) 22b te Danzig. Wie de compagnon (& Co.) was, is nog niet duidelijk. Mogelijk is de fabriek een voortzetting van een fabriek, die eerder in een deel van het voormalige Duitse Rijk was gevestigd, dat na 1919 geen Duits grondgebied meer was.
De familienaam Foth komt in steden aan de zuidkust van de Oostzee veelvuldig voor. Waarschijnlijk een verbastering van het Nederlandse 'voet'. Het is algemeen bekend dat veel Nederlanders in de 16e eeuw en later naar deze streek trokken.

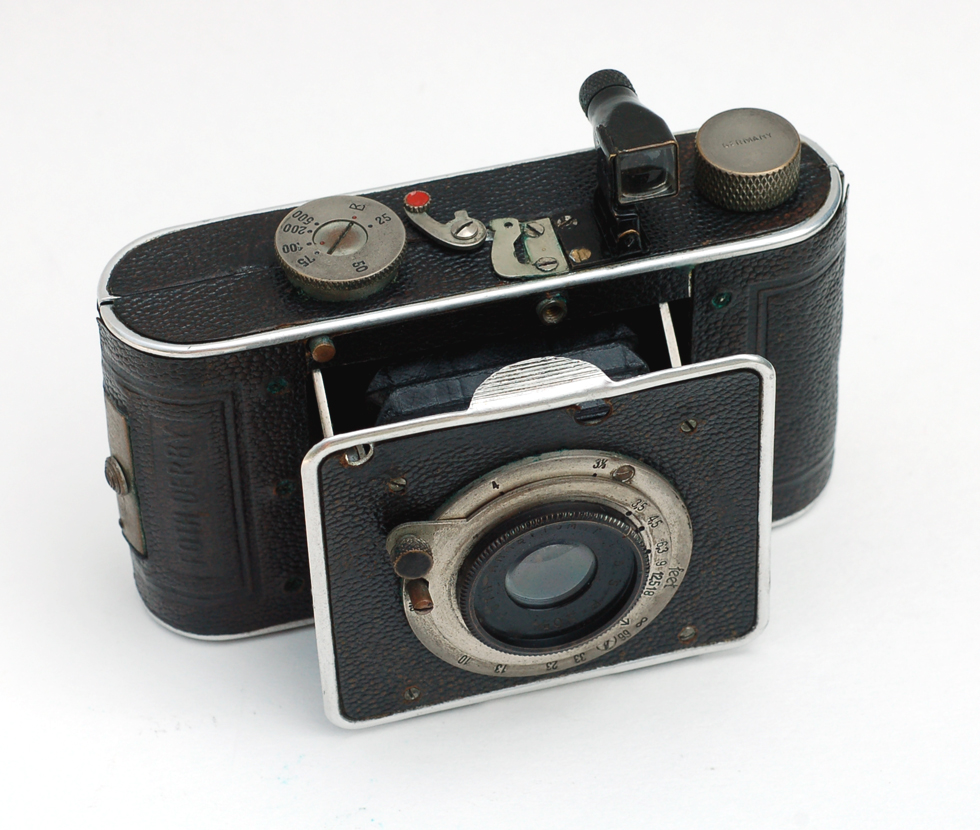
camera Foth Derby, 1931

Volgens een advertentie uit 1926 maakte Foth radio's, koptelefoons en verrekijkers. Van radio's van Foth zijn geen exemplaren bekend. Van koptelefoons (2000 Ω), microscopen en verrekijkers (6x, 8x en 12x) wel.
Danzig was sedert augustus 1920 een vrije stad (vrije stad Danzig (1920-1939)) onder toezicht van de Volkenbond. Het gebied grensde aan Oost-Pruisen en was met de rest van het Duitse Rijk verbonden via de Poolse corridor. Door dit isolement werd de fabriek in 1926 naar Berlijn-Neukölln verhuisd. Adressen: Knesebeckstrasse 111-112 (1926), Cottbusser Damm 25-26 (1926–1928), Berlijn-Britz Grade Straße 91-107 (1928-1932) en Berlin-Buchholz, Pank Strasse 1-3 (1932-1940). Aldaar werden fotocamera’s geproduceerd voor 127 film, 135 film en 220 film. Bekend zijn de Foth-Flex (220) en Foth Derby (127). Beide in diverse uitvoeringen met verschillende objectieven.
Rond 1933, na de verkiezing van Adolf Hitler tot kanselier, verhuisde men naar Parijs. Daar werd de productie van camera's voortgezet, alhoewel er in Berlijn nog wel geproduceerd werd. Ook in het Frans werd geadverteerd. In 1925 kwam er een vestiging in Londen op het adres 2, Tower Royal, Cannon Street. Of er sindsdien daadwerkelijk leden van de familie Foth in Londen woonden, is onbekend. Er zijn wel camera's bekend die in het Verenigd Koninkrijk zijn geproduceerd.
De verrekijkers (binoculairen) werden geleverd met de graveringen 'Danzig' of 'Berlin'. Waarschijnlijk zijn de kijkers geproduceerd door Schütz Ruf & Co. uit Kassel. Deze optische fabriek ontstond in de jaren 1920 uit een fusie van Carl Schütz & Co en Ruf & Co beiden te Kassel.